# 旧盘浦站
舊盤浦站（：／ Gubanpo yeok */?）是首爾地鐵9號線沿線的一座地下車站，位於韓國首爾特別市瑞草區盤浦本洞。原先站名計劃命名為「西里介站」（音譯），然而因當地居民反對，最終定名為舊盤浦站。

## 車站構造
站體為2面2線側式月台的地下車站，候車月台設有月台幕門，並有3處出口。

### 月台配置
| 銅雀 ↑   |
| \| 上    |
| ↓ 新盤浦 |

| 月台 | 路線           | 目的地                                                           |
| ---- | -------------- | ---------------------------------------------------------------- |
| 上行 | ●首爾地鐵9號線 | 汝矣島、金浦機場、開花方向                                       |
| 下行 | ●首爾地鐵9號線 | 新論峴、宣靖陵、綜合運動場、石村、奧林匹克公園、中央報勳醫院方向 |

## 歷史
- 2009年7月24日：落成啟用。

## 車站周邊
- 瑞來島（朝鲜语：서래섬）
- 盤浦漢江公園
- 世和女子中學、高校
- 世和高校
- 盤浦中學
- 新盤浦中學
- 首爾盤浦初等學校
- 首爾蠶院初等學校

## 相鄰車站
首爾市地鐵9號線
●首爾地鐵9號線
一般
銅雀（920）－舊盤浦（921）－新盤浦（922）